# (8134) Минин
(8134) Минин (лат. Minin) — типичный астероид главного пояса, открыт 26 сентября 1978 года советским астрономом Людмилой Журавлёвой в Крымской астрофизической обсерватории и 9 марта 2001 года назван в честь гражданина Кузьмы Минина.

## Обнаружение и именование
(8134) Минин
Открыт 26 сентября 1978 года в Крымской астрофизической обсерватории Л. В. Журавлёвой.
Кузьма Минич Захарьев Сухорукий (Кузьма Минин, ум. 1616) был одним из организаторов второго народного ополчения в Нижнем Новгороде в 1611—1612 годах. Проявил доблесть и личную храбрость в битве с польскими войсками под Москвой. Является почитаемым национальным героем в России.
Оригинальный текст (англ.)8134 Minin
Discovered 1978 Sept. 26 by L. V. Zhuravleva at the Crimean Astrophysical Observatory.
Kuz'ma Minich Zakhar'ev Sukhorukij (Kuz'ma Minin, d. 1616) was one of the organizers of the second people's volunteer corps in Nizhnij Novgorod during 1611—1612. He displayed great action and personal bravery in the battle with Polish troops near Moscow and is a favorite national hero in Russia.
Источники: 20010309/MPCPages.arc; M.P.C. 42357.

## Орбита

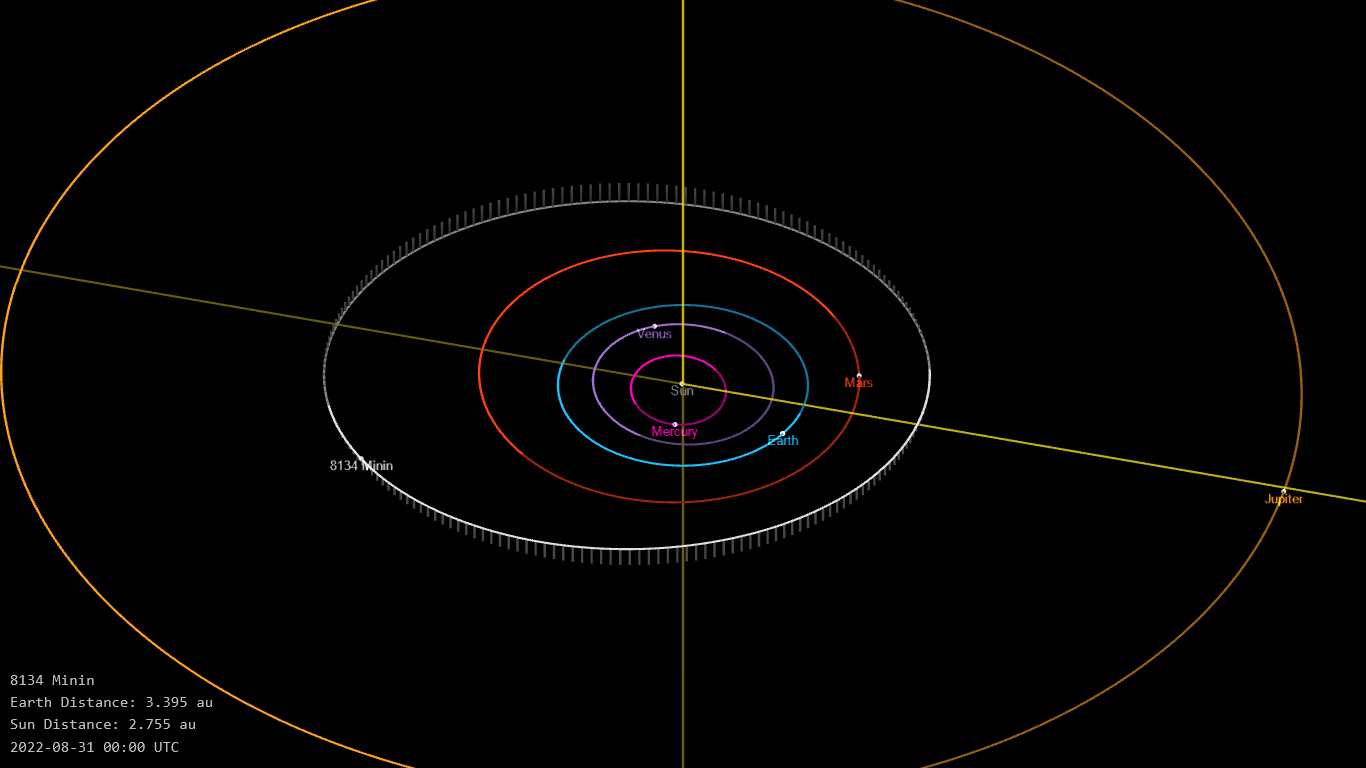
Орбита астероида Минин и его положение в Солнечной системе

## Физические характеристики
Астероид относится к таксономическому классу S.
По результатам наблюдений в видимом и ближнем инфракрасном диапазоне космического телескопа NEOWISE диаметр астероида оценивался равным 3,962±0,139 км. Согласно тем же источникам альбедо оценивается как 0,3399±0,0254 и 0,340±0,025.